# コリマ・ユカギール語
コリマ・ユカギール語（Kolyma Yukagihr language）または南部ユカギール語（Southern Yukaghir）、森林ユカギール語（Forest Yukaghir）は、ユカギール語族の現存する2言語のうちの1つである。
コリマ川源流の森林地帯で話され、サハ共和国とマガダン州に分布する。かつてはコリマ地域北部の広い範囲で話されていた。
ネイティブスピーカーは2003年の時点で約50人、2010年には約10人とされている。